# Eneasz (biskup)
Eneasz (zm. 27 grudnia 870) – biskup Paryża w latach 858–870. Autor traktatu skierowanego przeciwko Grekom Liber adversus Graecos.